# Карел Губачек
Карел Губачек (чеськ. Karel Hubáček; 23 лютого 1924, Прага — 25 листопада 2011, Ліберець) — чеський архітектор, творець вежі Єштед і готелю на верхівці гори Єштед біля міста Ліберець.
Губачек народився 23 лютого 1924 року в Празі, Чехословаччина. Помер 25 листопада 2011 року у віці 87 років в Чехії.
Найвідоміша робота Губачека — вежа Єштед, яку будували між 1966 та 1973 роками. 1969 року вежа Єштед була нагороджена Премією Перета Міжнародною спілкою архітекторів. 2000 року чеські архітектори визнали вежу Губачека найуспішнішим архітектурним творінням у країні в XX столітті.
Окрім вежі Єштед, Губачек є творцем будівель по всій Чехії. Чеські архітектори назвали Губачека четвертим найвпливовішим чеським архітектором в історії. Він був єдиним архітектором, який потрапив у цю десятку за життя.